# Вальтер Кіттель
Вальтер Кіттель (нім. Walther Kittel; 20 березня 1887, Мец — 11 листопада 1971, Вісбаден) — німецький військовий медик, генерал-лейтенант медичної служби вермахту (1 жовтня 1940). Кавалер Лицарського хреста Хреста Воєнних заслуг з мечами.

## Біографія
Син поштового бухгалтера Ігнаца Франца Кіттеля. В 1905 році вступив у Прусську армію військовим лікарем. Учасник Першої світової війни. Після демобілізації армії залишений у рейхсвері. Під час Другої світової війни був начальником медичної служби 1-ї, з 22 грудня 1940 року — 12-ї, з 19 червня 1942 року — 6-ї армії. З березня 1943 року — начальник медичної служби групи армій «Південь», з квітня 1944 року — групи армій «Південна Україна», з вересня 1944 року — групи армій «A», з січня 1945 року — групи армій «Центр». 8 травня 1945 року взятий в полон. В 1947 році звільнений. В 1963-67 роках — член Наукової ради з питань охорони здоров'я при Федеральному міністерстві оборони.

## Особисте життя
Другом Кіттеля був поет Ґоттфрід Бенн.

## Нагороди
- Залізний хрест 2-го і 1-го класу
- Орден Франца Йосифа, лицарський хрест з військовою відзнакою
- Почесний знак Австрійського Червоного Хреста 2-го класу з військовою відзнакою
- Почесний хрест ветерана війни з мечами
- Медаль «За вислугу років у Вермахті» 4-го, 3-го, 2-го і 1-го класу (25 років)
- Почесний знак Німецького Червоного Хреста 1-го класу
- Застібка до Залізного хреста 2-го класу
- Хрест Воєнних заслуг 2-го і 1-го класу з мечами
- Німецький хрест в сріблі (24 лютого 1944)
- Лицарський хрест Хреста Воєнних заслуг з мечами (4 червня 1944)